# Latham 47
Latham 47 é um avião tipo hidroavião com dois motores, desenhado e construído pela Société Latham & Cié para a Marinha da França. Este avião ficou famoso, por ter sido utilizado por Roald Amundsen em seu fatídico voo em busca dos sobreviventes do dirigível Italia, comandado pelo do explorador e aviador italiano Umberto Nobile.

## História
Foram fabricadas 16 unidades, e a aeronave voou pela primeira vez em 1928.

## Modelos
- Tipo 47.01 - Primeiro protótipo Latham 47.
- Tipo 47.02 - Segundo protótipo Latham 47.
- Tipo 47 - Dois protótipos e doze aeronaves militares produzidas, nomeadas como R3B4, indicando avião de  reconhecimento de três lugares ou bombardeiro de quatro lugares.
- Tipo 47P- Correio civis, dois construídos.

## Especificações (Tipo 47)

### Características gerais
- Tripulação: 4
- Envergadura: 25,20 m (82 pés 8 pol.)
- Peso bruto: 6.886 kg (15.180 lb)
- Potência: 2 × Farman 12We, 373 kW (500 hp) cada

### Desempenho
- Velocidade máxima: 170 km / h (106 mph, 92 kn)
- Alcance: 900 km (559 mi, 486 nm)

### Armamento
- 2 x metralhadoras gêmeas de 7,7 mm (0,303 pol.)
- Bombas de 600 kg (1323 lb)